# Verband Deutscher Metallhändler
Der Verband Deutscher Metallhändler und Recycler e. V. (VDM) ist ein 1914 gegründeter Lobby- und Dienstleistungsverband für die Metallwirtschaft in Deutschland und Österreich. Seine Wurzeln gehen auf den „Verein Berliner Metallhändler“ sowie den 1907 gegründeten „Verein der am Metallhandel beteiligten Firmen in Hamburg“ zurück. Sitz ist seit 2006 Berlin. Der VDM verfügt darüber hinaus über Standorte in Brüssel und Wien.

## Struktur und Mitgliedschaften
Der Verband vertritt die Interessen von rund 230 Mitgliedsunternehmen aus den Bereichen Handel, Recycling und Produktion. Der VDM repräsentiert über 230 Mitglieder mit etwa 700 Niederlassungen und deckt rund 90 Prozent des Metallmarktes in Deutschland und Österreich ab. Hütten- und Schmelzbetriebe gehören ebenso zu unseren Mitgliedern wie Metallhändler, Metallrecycler, an der Londoner Metallbörse tätige Broker und andere Spezialisten der Metallwirtschaft. Die London Metal Exchange (LME) und die Chicago Mercantile Exchange in New York (CME) sind ebenfalls Mitglied im VDM.
Der VDM ist im europäischen Dachverband European Recycling Industries’ Confederation (EuRIC) sowie im Weltverband Bureau of International Recycling (BIR) und der Minor Metals Trade Association (MMTA) organisiert.

## Organisation und Gremien
Der VDM ist in Form ein eingetragener Verein. Seine Mitglieder wählen alle drei Jahre einen ehrenamtlichen Vorstand, der die politischen Grundsatzentscheidungen trifft. Die VDM-Geschäftsstelle ist für das Tagesgeschäft des Verbandes zuständig.
In den Gremien des VDM werden aktuelle Fragestellungen der Branche diskutiert und Verbandspositionen erarbeitet. Die Mitglieder sind Experten auf ihrem Gebiet und decken zusammen alle Bereiche der Metallwirtschaft ab. Der VDM hat Folgende Gremien:
Beirat Handel & Industrie: Der Beirat fördert einen vernetzten Ansatz zwischen Metallhändler, Recyclern und verarbeitender Industrie über rohstoffpolitische Vorhaben. Die Mitglieder behandeln übergeordnete Themen, um sie mit den Vorstellungen anderer Akteure aus Politik und Industrie in Einklang zu bringen.
Umweltausschuss: Der Umweltausschuss ist das zentrale Gremium für alle umweltrechtlichen Belange der Branche. Die Vielzahl europäischer und nationaler Umweltbestimmungen ist ohne die fachliche Aufarbeitung unserer Experten für mittelständische Unternehmen kaum nachvollziehbar.
Strategische Sondermetalle und Ferrolegierungen: Der Ausschuss Strategische Sondermetalle und Ferrolegierungen befasst sich mit den Spezialitäten der Metallwirtschaft. Dazu gehört eine ganze Reihe von Metallen von A wie Antimon bis Z wie Zirkon.
QG Kabelzerleger: Die Mitglieder der Qualitätsgemeinschaft Kabelzerleger verfügen alle über eigene Zerlegeanlagen. Einige Kabelzerlegebetriebe verfügen zusätzlich über eine eigene Kunststoffverarbeitung, in denen eine breite Produktpalette hergestellt wird.
QG Elektroaltgeräte: Im Elektroaltgeräteausschuss befinden sich alle Mitgliedsunternehmen, welche die umweltgerechte Erfassung und das Recycling von Elektronikaltgeräten zu ihrem Schwerpunkt gemacht haben.
Digitalisierung: Der Arbeitsausschuss, den die Verbände VDM und BDSV gemeinsam gestalten, beschäftigt sich deshalb zur Zeit vor allem mit Best-Practice-Beispielen aus der Branche, um sich so an die Bedürfnisse der Mitgliedsunternehmen aber auch an die machbaren Möglichkeiten heranzutasten.
Steuerausschuss: Die Mitglieder des Arbeitsausschusses Steuern und betriebliche Abgaben sind die Finanz- und Steuerexperten der Mitgliedsunternehmen.
Börsenausschuss: Einmal im Jahr treffen sich Metallhändler, Broker, Industrie und Börsen, um über politische und finanzmarkttechnische Fragen zu beraten. Neben dem Informationsaustausch geht es auch darum, Entscheidungen zu beeinflussen oder zu erklären.
AG Metalle Österreich: Die Arbeitsgemeinschaft Österreich vertritt die Interessen unserer österreichischen Mitglieder. Die Mitglieder decken etwa 80 Prozent des Metallhandels in Österreich ab und arbeitet eng mit anderen Verbänden sowie Ministerien in Wien zusammen.

## Positionen
Der VDM setzt sich für einen freien und fairen Welthandel für Metalle ein und hebt dabei insbesondere die Bedeutung des Metallhandels für die Metallrecyclingwirtschaft hervor. Im Zuge der Novellierung der EU-Abfallverbringungsverordnung kritisierte der VDM, dass im Gesetz nicht zwischen Abfallarten unterschieden werde. Dies könne nach Angaben des Verbandes den Export von recyceltem Metall erschweren.
Der VDM hat im Oktober 2023 einen Außenhandelsbericht vorgestellt, der erstmals einen detaillierten Überblick über den internationalen Metallschrotthandel in Deutschland und Europa für die Jahre 2018 bis 2022 gibt. Der Bericht beleuchtet die Bedeutung dieses Handels für die Metallrecyclingwirtschaft und unterstreicht dessen Rolle als Schlüsselkomponente einer nachhaltigen Kreislaufwirtschaft.